# Convenzione di Filadelfia
La Convenzione di Filadelfia (in inglese Philadelphia Convention) fu una convenzione interstatale degli Stati Uniti che si riunì tra il 25 maggio ed il 17 settembre 1787 nell'Independence Hall di Filadelfia. Originariamente nata per riformare gli Articoli della Confederazione a seguito dell'indipendenza dalla Gran Bretagna del 4 luglio 1776, la Convenzione finì col redigere e approvare la Costituzione degli Stati Uniti ancor oggi in vigore. 
La volontà di numerosi delegati, tra cui i federalisti James Madison e Alexander Hamilton, fu di creare un nuovo sistema di governo anziché limitarsi a modificare quello esistente. Perciò essi elessero come presidente della Convenzione George Washington della Virginia, già comandante dell'esercito continentale durante la guerra d'indipendenza e favorevole a un più forte governo nazionale (federale). I delegati erano in totale cinquantacinque e provenivano da tutti e tredici gli stati dell'Unione fuorché il Rhode Island, che si era rifiutato di inviarne. Oltre a Washington, Madison ed Hamilton, tra di essi c'era Benjamin Franklin; mancavano Thomas Jefferson, inviato come ministro plenipotenziario in Francia, e John Adams, in missione come ambasciatore a Londra. 
La Convenzione si svolse nella Pennsylvania State House, oggi nota come Independence Hall. A causa del suo risultato, l'approvazione della Costituzione, la Convenzione di Filadelfia è considerata uno degli avvenimenti più significativi della storia degli Stati Uniti ed è spesso chiamata anche Convenzione costituzionale (Constitutional Convention), Convenzione federale (Federal Convention) e Grande Convenzione (Grand Convention).

## Contesto storico
Gli Articoli della Confederazione erano sempre più criticati perché prevedevano un legislativo federale eccessivamente debole. Il Congresso, infatti, non poteva controllare i commerci tra gli Stati (per cui si venne a creare una serie di leggi tributarie e di tariffe in conflitto tra i vari stati), i quali prendevano il governo centrale con tale leggerezza che i loro rappresentanti erano spesso assenti e la legislatura nazionale veniva di frequente bloccata, anche su questioni marginali, a causa della mancanza di un quorum. Il Congresso, inoltre, dipendeva totalmente dai loro finanziamenti (in quanto non poteva riscuotere autonomamente le tasse) e non fu in grado di pagare il debito estero ed i soldati impegnati a combattere contro gli indiani.
La necessità di riformare le istituzioni federali spinse quindi ad organizzare una convenzione interstatale ad Annapolis, nel settembre 1786, ma ad essa parteciparono solo cinque Stati; si decise, quindi, di istituirne un'altra per la primavera successiva, da tenersi a Filadelfia, in Pennsylvania. Il successo di quest'ultima dipese in buona parte dalla ribellione di Shays nel Massachusetts, cioè nell'attacco di un arsenale da parte di un gruppo di contadini schiacciati dai debiti e dalle tasse; dopo qualche mese la rivolta fu faticosamente sedata, ma ciò che fece scalpore era che, nonostante la sicurezza del Massachusetts fosse in grave pericolo, il Congresso non poteva intervenire in quanto la cosa non era di sua competenza. Quest'evento creò più di tutti la consapevolezza della necessità di una riforma.

## Deliberazioni
La Convenzione prese subito due importanti decisioni:
- Chiudere le riunioni al pubblico, in modo da non farsi condizionare dall'esterno.
- Andare oltre il mandato che le era stato affidato, riscrivendo la Costituzione daccapo.

In seguito si aprì il dibattito.

### Il piano della Virginia
Il piano della Virginia fu elaborato da James Madison, e tendeva a favorire gli Stati più ampi.
Esso prevedeva un Parlamento bicamerale, i cui membri erano suddivisi proporzionalmente alla popolazione di ogni Stato, i cui poteri erano molto forti, compreso il potere di veto rispetto alla legislazione dei singoli Stati; un esecutivo nominato dal legislativo; una corte federale composta di giudici inamovibili.

### Il piano del New Jersey
Il piano del New Jersey fu elaborato da William Paterson, che si opponeva al troppo potere dato al governo ed agli Stati più grandi; infatti, tendeva a favorire i piccoli.
Esso prevedeva un Parlamento monocamerale, i cui membri erano suddivisi secondo un criterio paritario tra gli Stati (cioè ogni singolo Stato aveva un voto, esattamente come per il Congresso della Confederazione), che avesse maggiori poteri; un esecutivo nominato dal legislativo, ma senza possibilità di rielezione e soggetto al potere di revoca dei governatori degli Stati; una corte federale composta di giudici nominati dall'esecutivo ed inamovibili.

### Il Compromesso del Connecticut
Roger Sherman riuscì a trovare un compromesso tra i due piani: si sarebbe formato un Parlamento bicamerale in cui la Camera bassa era proporzionale rispetto alla popolazione, e la Camera alta paritaria fra gli Stati con un voto ciascuno. Questo compromesso fu ritenuto soddisfacente.

### La clausola dei 3/5
Un altro punto caldo riguardava la schiavitù. I contrasti non riguardavano la sua abolizione, ma come conteggiare gli schiavi, che rappresentavano il 40% della popolazione negli Stati del Sud. Questi ultimi chiedevano che fossero conteggiati come popolazione per stabilire il numero di rappresentanti da mandare alla Camera bassa del Congresso e come proprietà nel caso in cui il governo avesse approvato delle tasse sulla base della popolazione di ciascuno Stato; gli Stati del Nord volevano invece l'esatto contrario. La questione fu risolta (in modo poco convincente) con la clausola dei 3/5: uno schiavo nero valeva nel conteggio i 3/5 di un uomo bianco.

## Stesura e firma
Il testo, così come fu steso, era molto simile al piano della Virginia: il legislativo era organizzato secondo il Compromesso del Connecticut e l'esecutivo era eletto indirettamente dal popolo (tramite il sistema dei grandi elettori, per paura di possibili degenerazioni demagogiche). Non fu possibile trovare un accordo sul sistema giudiziario federale; il testo della nuova Costituzione era vago in proposito: spetterà a John Marshall con la sentenza Marbury contro Madison chiarire il ruolo della Corte suprema.
Su 55 delegati presenti, solo 16 si rifiutarono di firmare il testo.